# Michelshof
Michelshof, (en luxembourgeois : Méchelshaff ), est un lieu-dit de la commune luxembourgeoise de Consdorf.